# Bolazec
Bolazec är en kommun i departementet Finistère i regionen Bretagne i västra Frankrike. Kommunen ligger i kantonen Huelgoat som tillhör arrondissementet Châteaulin. År 2022 hade Bolazec 172 invånare.

## Befolkningsutveckling
Antalet invånare i kommunen Bolazec
Referens:INSEE